# Пазури й ікла
«Відьмак. Пазури й ікла» (пол. Wiedźmin. Szpony i kły) — антологія фентезійних оповідань, задумана як данина поваги фанатам «Відьмацької саги». Книжка була створена з відома та схвалення Анджея Сапковського, автора літературної серії. За свою згоду письменник не отримав жодного винагородження.
До збірки ввійшло 11 оповідань, написаних різними авторами для конкурсу до тридцятиріччя «Відьмака», що влаштував часопис «Нова Фантастика». У центрі історій відьмак Геральт, його знайомі та абсолютно нові для цього вигаданого всесвіту персонажі.
Укладачі: Марцін Звешховський, Мирослав Ковальський і Данута Гурська.
У Польщі збірка надійшла у продаж 8 листопада 2017 року. Видана видавництвом «SuperNOWA».

## Список оповідань
Передмова: «Спадщина Білого Вовка», Марцін Звешховський («Dziedzictwo Białego Wilka», Marcin Zwierzchowski).
- «Край чудес», Пйотр Єдлінський («Kres cudów», Piotr Jedliński);
- «Кров на снігу. Апокриф Коралі», Беатриче Новицька («Krew na śniegu. Apokryf Koral», Beatrycze Nowicka);
- «Іронія долі», Собеслав Коляновський («Ironia losu», Sobiesław Kolanowski);
- «Дві голови…», Надія Гасик («Co dwie głowy…», Nadia Gasik);
- «Шкала обов'язку», Катажина Гелич («Skala powinności», Katarzyna Gielicz);
- «Без взаємності», Барбара Шельонг («Bez wzajemności», Barbara Szeląg);
- «Урок самотності», Пшемислав Гуль («Lekcja samotności», Przemysław Gul);
- «І сліду не буде», Томаш Злічевський («Nie będzie śladu», Tomasz Zliczewski).
- «Дівчина, котра ніколи не плакала», Анджей-Войцех Савицький[pl] («Dziewczyna, która nigdy nie płakała», Andrzej Wojciech Sawicki);
- «Балада про квітоньку», Міхал Смик («Ballada o Kwiatuszku», Michał Smyk);
- «Пазури й ікла», Яцек Врубель («Szpony i kły», Jacek Wróbel).[4]

## Критика
Антологія зазнала критики за оманливу обкладинку, на якій зазначене ім'я Сапковського, але замовчані імена справжніх авторів, а також з якої не зрозуміло, чим є книжка: романом чи збіркою.
Одночасно критики відзначили високу якість ілюстрацій, виконаних художником Томашем Пйоруновським. Самі ж тексти отримали неодностайну суперечливу оцінку.